# 세븐시즌스
세븐시즌스(Seven Seasons)는 대한민국 힙합 아이돌 블락비가 소속 되어 있는 기획사이다. 2013년 블락비가 전 소속사였던 스타덤 엔터테인먼트와 전속계약 문제로 갈등을 빚다가 8월 29일 극적으로 합의하면서 새롭게 설립되었다. 본사는 서울특별시 마포구 월드컵북로 104 2층에 있으며 현재 KQ 엔터테인먼트 산하에 있다.

## 소속 연예인
- 블락비 (태일, 박경)